# Oberleitungsbus Sankt Lambrecht
Der Oberleitungsbus Sankt Lambrecht war ein Oberleitungsbus-Betrieb im österreichischen Bundesland Steiermark. 

## Geschichte
Der Betrieb bestand vom 16. November 1945 bis zum 21. April 1951, war etwa acht Kilometer lang und führte vom Bahnhof Mariahof-Sankt Lambrecht an der Rudolfsbahn über Sankt Blasen zum Dynamit-Werk der Dynamit Nobel AG im Sankt Lambrechter Ortsteil Weisenbach. Betreibergesellschaft war die Dynamit Nobel AG selbst, die elektrische Spannung der zweipoligen Fahrleitung betrug 550 Volt.
Die Strecke war einspurig ausgeführt, täglich zwischen 6:00 und 14:00 Uhr in Betrieb und diente hauptsächlich dem Werkverkehr. 

### Fahrzeuge
Für den Verkehr standen drei dreiachsige Oberleitungslastkraftwagen mit den Nummern 1 bis 3 zur Verfügung, davon waren in der Regel zwei gleichzeitig im Einsatz, während der dritte Wagen als Reserve diente. Über den Gütertransport hinaus fand mit den drei Fahrzeugen auch ein nicht-öffentlicher Werkspersonenverkehr statt. Für die Personenbeförderung besaßen sie, nach dem Prinzip eines Kombinationsbusses, eine geräumige Kabine mit sieben Sitzplätzen. Die Fahrzeuge waren von den Lohner-Werken auf italienischen Fahrgestellen von Alfa Romeo aufgebaut worden, die elektrische Ausrüstung stammte von TIBB. 
Nach der Einstellung gelangten die Fahrzeuge 1956 zum Oberleitungsbus Kapfenberg. Dort wurde Wagen 2 zur Personenbeförderung umgebaut und war als Obus Nummer 18 von 1957 bis 1967 im Einsatz. Die anderen beiden dienten in Kapfenberg nur noch als Ersatzteilspender.